# Bremische Zentralstelle für die Verwirklichung der Gleichberechtigung der Frau
Die Bremische Zentralstelle für die Verwirklichung der Gleichberechtigung der Frau (ZGF) ist eine Behörde der Freien Hansestadt Bremen. Ihr gesetzlicher Auftrag seit 1981 ist es darauf hinzuwirken und darüber zu wachen, dass das verfassungsrechtliche Gebot der Gleichberechtigung der Frau erfüllt wird.

## Rechtsgrundlage und Behördenstruktur
Rechtsgrundlage der ZGF ist das Gesetz über die Errichtung der Bremischen Zentralstelle für die Verwirklichung der Gleichberechtigung der Frau, das ihr weitreichende Beteiligungs-, Informations-, Kontroll- und Vorschlagsrechte zuweist. Ferner hat die ZGF Aufgaben im Zusammenhang mit der Tätigkeit der Frauenbeauftragten im bremischen öffentlichen Dienst nach dem Landesgleichstellungsgesetz.
Die ZGF unterliegt der Dienst- und Rechtsaufsicht der Senatskommissarin für die Verwirklichung der Gleichberechtigung der Frau (derzeit Senatorin für Gesundheit, Frauen und Verbraucherschutz Claudia Bernhard). Eine Fachaufsicht findet nicht statt.

### Landesbeauftragte für Frauen
Geleitet wird die Behörde durch die Landesbeauftragte für Frauen, ein in Bremen durch ein Gesetz vom Landesparlament verankertes Amt. Sie wird durch die Bremische Bürgerschaft gewählt und für 12 Jahre vom Senat bestellt. Als erste Bremer Frauenbeauftragte wurde im Jahre 1982 Ursel Kerstein gewählt. Ihr folgte 1994 Ulrike Hauffe. Im Jahr 2006 wurde sie für eine zweite Amtszeit bestätigt. Das Amt der Landesfrauenbeauftragte wird derzeit durch Bettina Wilhelm ausgeübt. Sie ist seit der Gründung der ZGF 1981 Bremens dritte Landesbeauftragte und trat am 1. November 2017 ihr Amt an.
Die Landesbeauftragte für Frauen nimmt an der Staatsrätesitzung in beratender Funktion teil und kann so an dieser zentralen Stelle Einfluss zugunsten der Gleichstellung von Frauen nehmen.

## Arbeit der Behörde
Die Behörde verfügt derzeit über 20 Mitarbeiter, davon vier in Bremerhaven. Die ZGF arbeitet schwerpunktmäßig zu den Fachbereichen Gewalt gegen Frauen, klischeefreie Berufsorientierung, Digitalisierung, Arbeit und Wirtschaft, Gesundheit, Wissenschaft sowie zu Rechtsangelegenheiten.
Sie informiert die Öffentlichkeit über frauenpolitische Themen, um den Forderungen von Frauen Nachdruck zu verleihen. Zudem unterstützt und vernetzt die ZGF Fraueneinrichtungen, Initiativen und Organisationen mit Politik und Verwaltung und bringt ihre fachliche Expertise ein. Beispielsweise leitet und koordiniert die ZGF seit 1994 das bremer forum frauengesundheit. Dem Verbund gehören Vertreter aus Beratungsstellen, Projekten, Bildungs- und Wissenschaftseinrichtungen, Fach- und Berufsverbänden, Kliniken, Ärzte- und Arbeitnehmerkammer, Krankenkassenverbänden, Behörden und öffentlichen Gesundheitsdiensten an. In Bremerhaven gründete die ZGF im Jahr 2012 gemeinsam mit anderen Organisationen das Netzwerk für Alleinerziehende.
Im Fall von Gesetzesvorhaben nehmen Vertreterinnen der ZGF zugunsten von Frauen und Mädchen Stellung und regen auf kommunaler, Landes- und Bundesebene Maßnahmen an, um Strukturen nachhaltig zu verändern. So legte die ZGF im Jahr 1989 dem Bremer Senat einen Entwurf für ein Frauenförderungsgesetz vor. Er bezieht sich auf den öffentlichen Dienst, soll aber auch Signalwirkung auf die Privatwirtschaft haben. Am 7. November 1990 mündete die Initiative in das Bremer Landesgleichstellungsgesetz (LGG). Es schreibt die Förderung von Frauen fest und definiert dazu konkrete Maßnahmen. Das Gesetz war damals in Deutschland das erste seiner Art. Außerdem erstellte die ZGF im Jahr 2002 gemeinsam mit dem Senator für Finanzen ein Konzept zur Implementierung eines Gender Mainstreamings für das Land Bremen. Bei allen fachlichen Entscheidungsprozessen und Verwaltungsaufgaben der Bremer Landespolitik erfolgt nun eine Prüfung hinsichtlich ihrer Auswirkungen auf Frauen und Männer und auf die Geschlechterverhältnisse. Gemeinsam mit dem Senator für Finanzen hat die ZGF die Federführung für die ressortübergreifenden Arbeitsgruppe Gender Mainstreaming. Im März 2022 beschloss der Bremer Senat den Landesaktionsplan mit über 70 konkreten Maßnahmen zum Schutz von Frauen und Kindern vor Gewalt. Der Aktionsplan wurde unter der gemeinsamen Federführung von ZGF und der Bremer Senatorin für Frauen erarbeitet.
Zudem ist die ZGF im Land Bremen die zentrale Beschwerdestelle für sexistische Werbung auf öffentlichen Flächen. In dieser Funktion nimmt sie Beschwerden von Bürgern über anstößige Motive auf und prüft den Sachverhalt. Ihre Einschätzung gibt sie anschließend an die für die Fläche zuständige Fachbehörde weiter.
Die ZGF Bremen beteiligt sich zum, jährlich am 8. März stattfindenden, Internationale Frauentag an einer offenen Arbeitsgruppe rund um den Landesfrauenrat Bremen. Die Arbeitsgruppe benennt das Motto und organisiert Veranstaltungen. In Bremerhaven ist es das dortige ZGF-Büro mit einer Reihe von Partnern, die gemeinsam ein Motto auswählen und Events dazu anbieten. Die ZGF unterstützt und begleitet die Aktivitäten in beiden Städten und veröffentlicht jährlich einen Veranstaltungskalender im Internet mit allen Terminen zum Weltfrauentag in Bremen und Bremerhaven.
Auch an öffentlichkeitswirksamen Events und Aktionen beteiligt sich die ZGF regelmäßig. Dazu gehört beispielsweise die Teilnahme an dem weltweit stattfindenden Protest One Billion Rising, der sich jährlich am 14. Februar gegen Gewalt an Frauen und Mädchen richtet. Die ZGF protestierte außerdem gegen die Bremer Schaffermahlzeit, eine traditionelle Männerveranstaltung, die nach fast 500 Jahren 2020 erstmals Schafferinnen die Teilnahme erlaubte.

## Versuche zur Abschaffung der Behörde
Der Entwurf des FDP-Wahlprogramms zur Wahl der Bremischen Bürgerschaft im Mai 2011 sah die Abschaffung der Behörde vor. Ihr „Eigenleben [...] als teurer, aufgeblähter und weitgehend überflüssig gewordener Behördenapparat“ müsse beendet werden. Die Aufgaben sollten nach einem Wahlerfolg der FDP von dem für Gleichstellungsfragen zuständigen Senatsmitglied wahrgenommen werden. Der bisher beschrittene Weg Bremens in der Geschlechterpolitik folgte nach damaliger FDP-Auffassung einem überkommenen Frauenbild und der unzutreffenden Vorstellung, ausschließlich Frauen seien Opfer von Geschlechterkonflikten und Diskriminierung. Umgesetzt werden sollte die Abschaffung der ZGF in einem im Wahlprogramm formulierten weitreichenden Gesamtkonzept zur Gleichstellung von Mann und Frau, das gleichermaßen auch Männer in den Blick nehmen sollte. Dieses sah auch eine Abschaffung der bislang rein auf Frauen bezogenen Strukturen der Frauenbeauftragten im öffentlichen Dienst vor, zudem wäre infolge des FDP-Reduzierungskonzepts für die Parlamentsausschüsse der Ausschuss für die Gleichstellung der Frau in der Bürgerschaft als eigenständiges Gremium wegfallen.
Die Position der FDP Bremen änderte sich grundlegend ab dem Jahr 2015, nachdem Lencke Wischhusen zur Vorsitzenden der FDP gewählt wurde. Wischhusen setzt sich prominent für frauenpolitische Themen ein. Sie ist zudem Vorsitzende des Ausschusses für die Gleichstellung der Frau des Bremer Parlamentes und lobte in dieser Funktion wiederholt die Arbeit der ZGF.
Im Jahr 2021 feierte die ZGF ihr 40-jähriges Bestehen und veröffentlichte anlässlich des Geburtstags eine Chronik mit den 40 wichtigsten Stationen in der Geschichte der Behörde und ihrer frauenpolitischen Arbeit.

## Auszeichnung des ZGF-Projekts „frauenseiten.bremen.de“
Das Portal und Internetmagazin frauenseiten.bremen.de, das als Projekt der ZGF startete, wurde vom Bundeswirtschaftsministerium im Wettbewerb „Wege ins Netz“ als Lern- und Kommunikationsort in der Kategorie „Frauen“ im Jahr 2009 mit dem ersten Platz ausgezeichnet. Auf der Internetseite schreiben Frauen zu vielfältigen Genderthemen und lernen, wie sie das Internet nutzen können. Die ausgezeichneten Projekte vermitteln nach Auffassung des Wirtschaftsministeriums vorbildlich Kompetenzen im Umgang mit dem Internet. Sie leisteten damit einen aktiven Beitrag zur digitalen Integration. Dass auch ein solches Projekt auf freiwilliger Arbeit beruhe, so die Landesfrauenbeauftragte, sei Zeichen der Zeit: „Es gibt für unsere Themen keine Sponsoren mehr, […] das war früher anders.“